# Fours (Gironda)
Fours é uma comuna francesa na região administrativa da Nova Aquitânia, no departamento da Gironda. Estende-se por uma área de 4,63 km². Em 2010 a comuna tinha 314 habitantes (densidade: 67,8 hab./km²).